# 游明
游明（1413年—？），字大昇，江西南昌府豐城縣人，軍籍，明朝政治人物。進士出身。

## 生平
江西鄉試第十一名。景泰二年（1451年）辛未科會試第一百二十四名，殿試登進士第三甲第二十六名，授刑部主事。天順末年，遷福建提學僉事，九年後任滿，都御使滕昭上奏留任，加按察副使，仍督學政。

## 家族
曾祖游善初。祖父游叔珦。父亲游邇思。